# 잔프랑코 프란키니
잔프랑코 프란키니(이탈리아어: Gianfranco Franchini, 1938년 12월 17일~2009년 4월 21일)는 이탈리아의 건축가이다.

## 생애
1938년 이탈리아 제노바에서 변호사의 아들로 태어난 프란키니는 1964년 밀라노 공과대학에서 건축을 전공했으며 그곳에서 같은 제노바 출신의 건축가인 렌초 피아노를 만나게 되었다. 프란키니는 렌초 피아노, 리처드 로저스와 함께 프랑스 파리의 퐁피두 센터를 설계한 것으로 유명하다. 그러나 그의 동료들이 주요 국제 건축 위원회에서 계속 활동한 반면 프란키니는 이탈리아로 돌아와 키에리의 도서관, 보르디게라의 국제 시민 도서관 및 매켄지성 복원 등 소규모 프로젝트를 진행했다.